# Ananké (mitológia)
Ananké (görögül Ἀνάγκη) neve megfellebbezhetetlen szükségszerűséget, sorsot, kikerülhetetlen végzetet jelent. Ő a végzet és az elkerülhetetlen sors istennője a görög mitológiában. A Moirák és Adraszteia anyja. Ez utóbbi a jutalmazás és a büntetés elosztója volt. Ananké két térde között orsó pörög, amelynek tengelye a világ tengelye, s a Moirák időnként segítenek pörgetni az orsót. A római mitológiában Necessitasként („szükség”) volt ismert.